# المرباع (يريم)

تعديل مصدري - تعديل

المرباع هي إحدى حارات حي يريم بمدينة يريم أحد مدن محافظة إب، بلغ تعداد سكانها 450 نسمة حسب تعداد اليمن لعام 2004.